# Sacculobates sultan
Sacculobates sultan är en kvalsterart som först beskrevs av Sandór Mahunka 1997.  Sacculobates sultan ingår i släktet Sacculobates och familjen Hermanniellidae. Inga underarter finns listade i Catalogue of Life.